# João de Patmos
João de Patmos é o autor do texto do Livro do Apocalipse, que é parte do Novo Testamento. De acordo com a citação, João estava vivendo na Ilha de Patmos onde, de acordo com alguns, ele estaria exilado.
Na maior parte das denominações cristãs, João de Patmos é considerado como um profeta , recebedor de uma revelação divina. Ele também já foi referido como "João, o Divino", "João, o Revelador", "João, o Teólogo" e "Águia de Patmos" e "João, o Visionário".

## Apocalipse
De acordo com o texto no Apocalipse, João de Patmos recebeu instruções para escrever para as sete igrejas da Ásia. Tradicionalmente, acredita-se que este João seja também João, o apóstolo de Jesus, e João, o autor do quarto Evangelho. O escritor do início do século II, Justino Mártir, foi o primeiro a identificar o autor do Apocalipse com "João, o Apóstolo". Porém, alguns acadêmicos bíblicos atualmente defendem que os três são, na verdade, três pessoas distintas.
João, o Presbítero, um personagem obscuro da Igreja antiga, também já foi identificado como sendo o autor do Apocalipse por autores como Eusébio de Cesareia e Jerônimo de Estridão.

## Ilha de Patmos
Considera-se que João estivesse exilado em Patmos, vítima de um período de perseguição aos cristãos durante o Império Romano. Em Apocalipse 1:9 ele afirma: "Eu João, vosso irmão e companheiro na tribulação, no reino e na paciência em Jesus, estive na ilha que se chama Pátmos, por causa da palavra de Deus e por causa do testemunho de Jesus." Adela Collins, uma teóloga na Universidade de Notre Dame, escreveu:
| “ | A tradição mais primitiva afirma que João foi banido para Patmos pelas autoridades romanas. Esta tradição é crível por que o banimento era uma punição comum durante o período imperial para diversos tipos de ofensas. Entre elas estavam a prática da magia e da astrologia. A profecia era vista pelos romanos como estando nesta mesma categoria, seja ela pagã, judaica ou cristã. A profecia com implicações políticas, como a expressada no Apocalipse, seria percebida como uma ameaça à ordem e ao poder político romano. Três das ilhas nas Espórades eram o destino dos perseguidos políticos (segundo a História Natural, de Plínio, 4.69-70; e os "Anais", de Tácito 4.30) | ” |
|   | — Adela Collins, Verbete "Patmos", no Harper's Bible Dictionary. |   |